# 컨저링
《컨저링》(영어: The Conjuring)은 2013년 개봉한 미국의 초자연 공포 영화이다. 제임스 완 감독이 연출했고, 비라 파미가, 패트릭 윌슨, 릴리 테일러, 론 리빙스턴 등이 출연하였다. 컨저링 유니버스의 첫 번째 작품이다.
2014년 제40회 새턴상 공포 영화 부문 작품상을 수상하였다.
《컨저링 2》(2016)로 이어진다.

## 줄거리
1968년 유명한 악마학 연구가인 에드와 로레인 워런 부부는 애너벨 인형에 얽힌 사건을 조사한다. 친구인 데비와 커밀라는 애너벨이라는 일곱 살 소녀의 영혼이 인형에 깃들게 허락했는데 이후 점점 기이한 일들이 벌어졌다고 말한다. 워런 부부는 인형 자체가 악령에 씌인 것이 아니라 인형은 악령의 매개 역할을 할 뿐이며, 악령의 목적은 이 친구들 중 한 명에게 빙의하는 것임을 밝혀낸다.
3년 후인 1971년 로저와 캐럴린 페런 부부는 다섯 딸과 함께 로드아일랜드주 해리스빌의 한 농가로 이사한다. 이사 첫날부터 집 안의 시계가 모두 새벽 3시 7분에 멈추고, 캐럴린은 매일 아침 멍이 든 채 깨어나며, 집 주변에서는 기이한 일들이 발생한다. 캐럴린과 딸 크리스틴은 원귀와 마주친다.
캐럴린은 워런 부부에게 도움을 요청하고, 조사 과정에서 투시력이 있는 로레인은 악한 존재가 가족에게 달라붙어 집을 떠나도 안전하지 않다는 것을 알게 된다. 조사를 위해 집 안 곳곳에 카메라와 종을 설치한 후 워런 부부는 이 집이 과거 사탄 숭배자이자 마녀라는 의심을 받았던 배시바 셔먼의 소유였으며 배시바가 그 땅에 살게 될 모든 사람들에게 저주를 내린 뒤 자신의 갓난아기를 사탄에게 바치고 1863년 새벽 3시 7분에 자살했다는 것을 알게 된다.
배시바는 캐럴린을 완전히 지배한다. 로레인은 과거 배시바에게 조종당해 아이를 살해한 여인의 영혼을 목격한 뒤 배시바가 캐럴린에게도 똑같은 일을 시키려 한다는 것을 깨닫는다. 워런 부부는 구마 의식을 위해 가톨릭교회의 승인을 받으려 하지만 페런 가족이 교인이 아니기에 바티칸에서 직접 허가를 받아야 된다는 얘기를 듣는다.
워런 부부에 대한 경고로 워런 부부의 딸 주디가 배시바의 공격을 받는다. 페런 가족은 모텔로 피신하지만 악령에 사로잡힌 캐럴린은 딸 크리스틴과 에이프릴을 데리고 다시 집으로 돌아와 둘을 죽이려 한다. 시간이 없음을 느낀 에드와 로레인은 캐럴린을 의자에 묶고, 에드가 직접 구마 의식을 시도한다. 캐럴린은 탈출해 에이프릴을 죽이려 하지만 로레인이 가족과의 추억을 일깨워 캐럴린을 제정신으로 돌리고, 에드가 구마 의식을 끝내 배시바를 지옥으로 돌려보낸다.
사건 이후 워런 부부는 그 집에서 발견한 악령이 깃든 음악상자를 그동안 수집한 저주받은 유물들과 함께 보관한다.

## 출연진
- 비라 파미가 - 로레인 워런 역
- 패트릭 윌슨 - 에드 워런 역
- 릴리 테일러 - 캐럴린 페런 역
- 론 리빙스턴 - 로저 페런 역
- 섄리 캐즈웰 - 앤드리아 페런 역
- 헤일리 맥팔런드 - 낸시 페런 역
- 조이 킹 - 크리스틴 페런 역
- 매켄지 포이 - 신디 페런 역
- 카일라 디버 - 에이프릴 페런 역
- 섀넌 쿡 - 드루 역
- 존 브로더턴 - 브래드 역
- 스털링 제린스 - 주디 워런 역
- 에이미 팁턴 - 커밀라 역
- 조지프 비샤라 - 배시바 역
- 로레인 워런 - 청중 역 (크레디트 미기재)

## 시청 등급
- 대한민국: 15세 이상 관람가
- 미국: R